# Usha
Usha è un personaggio di fantasia creato da Margaret Weis e Tracy Hickman e comparso per la prima volta nel libro I draghi dell'estate di fuoco.
Usha è una giovane ragazzina umana cresciuta tra gli Irda, in seguito a circostanze ignote anche a lei stessa e che i suoi ospiti si sono sempre rifiutati di rivelarle. La sua sola presenza è fonte di autentico sconcerto per tutto il popolo degli Irda: abituati infatti alla misurata compostezza dei propri simili, gli Irda sono rimasti assolutamente disorientati dal carattere vivace e mutevole della loro protetta, ed hanno finito per viziarla incondizionatamente pur di non vederla piangere.
Tuttavia, è senza pensarci due volte che gli stessi Irda decidono di allontanarla dall'isola quando si rende necessario rompere la Gemma Grigia di Gargath, per timore che la presenza di quell'umana "imperfetta" rovini l'efficacia dell'incantesimo protettivo che essi intendono attuare: ad Usha, tuttavia, viene raccontato dal suo amato Protettore (l'Irda incaricato della sua sorveglianza) che il suo allontanamento è una misura precauzionale per evitare che essa rimanga ferita nell'incantesimo, che potrebbe essere oltre le sue deboli forze. In questo modo, essa viene inconsapevolmente risparmiata dalla distruzione dell'isola degli Irda e mandata a Palanthas, dove comincia la sua avventura fra gli umani.
Quando per la prima volta sbarca su Ansalon, a bordo della sua zattera magica, Usha non sa come comportarsi nel mondo degli umani e non è consapevole di essere dotata di caratteristiche assolutamente straordinarie per la sua razza: durante la sua permanenza fra gli Irda, infatti, essa è stata abituata a vedersi come una ragazza estremamente brutta, comparata con la bellezza ultraterrena degli Irda, superiore addirittura a quella degli elfi. Tuttavia, per gli standard umani Usha è attraente da mozzare il fiato, ed inoltre ha la caratteristica di avere le iridi di un assolutamente insolito colore dorato: è proprio questa sua caratteristica a suggerire, nella mente di Tas, che è il primo su Ansalon ad avvicinarla, l'ipotesi che ella possa essere la figlia di Raistlin.
Sarà lo stesso arcimago a smentire questa supposizione, rivelandole come ella sia figlia di una coppia di naufraghi scappati dalla schiavitù dei minotauri, che erano giunti per caso sull'isola degli Irda e, dopo essersi ristabiliti, avevano espresso il desiderio di tornare su Ansalon: vistosi opporre un netto rifiuto da parte dell'intero popolo, che temeva per il proprio isolamento, il padre di Usha aveva tentato di forzare il blocco ed aveva finito per essere ucciso accidentalmente dagli Irda. In seguito a ciò, la madre di Usha si era suicidata, e gli Irda avevano dunque deciso di allevare la bambina per placare il loro senso di colpa.
Usha avrà una parte molto importante nella Guerra contro il Chaos, poiché suo sarà il compito di raccogliere una goccia di sangue del Chaos dentro le due metà della Gemma Grigia, dopo che Tas l'avrà pugnalato. Dopo la fine della guerra e l'inizio dell'Era dei Mortali, infine, ella sposerà Palin Majere, con cui avrà due figli: Ulin e Linsha.
|       |       |             |             |             |             |             |             |       |       | Gilon Majere | Gilon Majere | Gilon Majere | Gilon Majere | Gilon Majere | Gilon Majere |      |      | Rosamun  | Rosamun  | Rosamun  | Rosamun  | Rosamun  | Rosamun  |        |        | Gregor Uth Matar | Gregor Uth Matar | Gregor Uth Matar | Gregor Uth Matar | Gregor Uth Matar | Gregor Uth Matar |                   |                   |                   |                   |                   |                   |                   |                   |                   |                   |                   |                   |                   |                   |
|       |       |             |             |             |             |             |             |       |       | Gilon Majere | Gilon Majere | Gilon Majere | Gilon Majere | Gilon Majere | Gilon Majere |      |      | Rosamun  | Rosamun  | Rosamun  | Rosamun  | Rosamun  | Rosamun  |        |        | Gregor Uth Matar | Gregor Uth Matar | Gregor Uth Matar | Gregor Uth Matar | Gregor Uth Matar | Gregor Uth Matar |                   |                   |                   |                   |                   |                   |                   |                   |                   |                   |                   |                   |                   |                   |
|       |       |             |             |             |             |             |             |       |       |              |              |              |              |              |              |      |      |          |          |          |          |          |          |        |        |                  |                  |                  |                  |                  |                  |                   |                   |                   |                   |                   |                   |                   |                   |                   |                   |                   |                   |                   |                   |
|       |       |             |             |             |             |             |             |       |       |              |              |              |              |              |              |      |      |          |          |          |          |          |          |        |        |                  |                  |                  |                  |                  |                  |                   |                   |                   |                   |                   |                   |                   |                   |                   |                   |                   |                   |                   |                   |
|       |       | Tika Waylan | Tika Waylan | Tika Waylan | Tika Waylan | Tika Waylan | Tika Waylan |       |       | Caramon      | Caramon      | Caramon      | Caramon      | Caramon      | Caramon      |      |      | Raistlin | Raistlin | Raistlin | Raistlin | Raistlin | Raistlin |        |        |                  |                  |                  |                  |                  |                  | Kitiara Uth Matar | Kitiara Uth Matar | Kitiara Uth Matar | Kitiara Uth Matar | Kitiara Uth Matar | Kitiara Uth Matar |                   |                   | Sturm Brightblade | Sturm Brightblade | Sturm Brightblade | Sturm Brightblade | Sturm Brightblade | Sturm Brightblade |
|       |       | Tika Waylan | Tika Waylan | Tika Waylan | Tika Waylan | Tika Waylan | Tika Waylan |       |       | Caramon      | Caramon      | Caramon      | Caramon      | Caramon      | Caramon      |      |      | Raistlin | Raistlin | Raistlin | Raistlin | Raistlin | Raistlin |        |        |                  |                  |                  |                  |                  |                  | Kitiara Uth Matar | Kitiara Uth Matar | Kitiara Uth Matar | Kitiara Uth Matar | Kitiara Uth Matar | Kitiara Uth Matar |                   |                   | Sturm Brightblade | Sturm Brightblade | Sturm Brightblade | Sturm Brightblade | Sturm Brightblade | Sturm Brightblade |
|       |       |             |             |             |             |             |             |       |       |              |              |              |              |              |              |      |      |          |          |          |          |          |          |        |        |                  |                  |                  |                  |                  |                  |                   |                   |                   |                   |                   |                   |                   |                   |                   |                   |                   |                   |                   |                   |
|       |       |             |             |             |             |             |             |       |       |              |              |              |              |              |              |      |      |          |          |          |          |          |          |        |        |                  |                  |                  |                  |                  |                  |                   |                   |                   |                   |                   |                   |                   |                   |                   |                   |                   |                   |                   |                   |
| Tanin | Tanin | Tanin       | Tanin       | Tanin       | Tanin       |             |             |       |       | Palin        | Palin        | Palin        | Palin        | Palin        | Palin        |      |      | Usha     | Usha     | Usha     | Usha     | Usha     | Usha     |        |        | Laura            | Laura            | Laura            | Laura            | Laura            | Laura            |                   |                   | Steel Brightblade | Steel Brightblade | Steel Brightblade | Steel Brightblade | Steel Brightblade | Steel Brightblade |                   |                   |                   |                   |                   |                   |
| Tanin | Tanin | Tanin       | Tanin       | Tanin       | Tanin       |             |             |       |       | Palin        | Palin        | Palin        | Palin        | Palin        | Palin        |      |      | Usha     | Usha     | Usha     | Usha     | Usha     | Usha     |        |        | Laura            | Laura            | Laura            | Laura            | Laura            | Laura            |                   |                   | Steel Brightblade | Steel Brightblade | Steel Brightblade | Steel Brightblade | Steel Brightblade | Steel Brightblade |                   |                   |                   |                   |                   |                   |
|       |       |             |             |             |             |             |             |       |       |              |              |              |              |              |              |      |      |          |          |          |          |          |          |        |        |                  |                  |                  |                  |                  |                  |                   |                   |                   |                   |                   |                   |                   |                   |                   |                   |                   |                   |                   |                   |
|       |       |             |             |             |             |             |             |       |       |              |              |              |              |              |              |      |      |          |          |          |          |          |          |        |        |                  |                  |                  |                  |                  |                  |                   |                   |                   |                   |                   |                   |                   |                   |                   |                   |                   |                   |                   |                   |
|       |       |             |             | Sturm       | Sturm       | Sturm       | Sturm       | Sturm | Sturm |              |              | Ulin         | Ulin         | Ulin         | Ulin         | Ulin | Ulin |          |          | Linsha   | Linsha   | Linsha   | Linsha   | Linsha | Linsha |                  |                  |                  |                  | Dezra            | Dezra            | Dezra             | Dezra             | Dezra             | Dezra             |                   |                   |                   |                   |                   |                   |                   |                   |                   |                   |